# Тиранни
Тиранни (Tyranni) — підряд горобцеподібних птахів. Включає близько 1000 видів, більшість з яких має ареал в Південній Америці.

## Родини
- Стрільцеві (Acanthisittidae)
- Гусеницеїдові (Conopophagidae)
- Котингові (Cotingidae)
- Дереволазові (Dendrocolaptidae) — останньо понижена до підродини Dendrocolaptinae
- Рогодзьобові (Eurylaimidae)
- Мурахоловові (Formicariidae)
- Горнерові (Furnariidae)
- Асітові (Philepittidae)
- Манакінові (Pipridae)
- Пітові (Pittidae)
- Галітові (Rhinocryptidae)
- Сорокушові (Thamnophilidae)
- Тиранові (Tyrannidae)

| Птах | Це незавершена стаття з орнітології. Ви можете допомогти проєкту, виправивши або дописавши її. |